# طواف سلوفينيا 2021
طواف سلوفينيا 2021 (بالإيطالية: Giro di Slovenia 2021)‏ هو سباق دراجات هوائية، وهو الموسم رقم 27 من طواف سلوفينيا، وأقيم خلال الفترة 9 يونيو 2021، وحتى 13 يونيو 2021، وهو أحد سباقات سلسلة سباقات الاتحاد الدولي للدراجات للمحترفين 2021، وشارك فيه 139 متسابقاً ووصل إلى نهايته 117 متسابقاً.
فاز فيه بالمركز الأول تادي بوجار، وبالمركز الثاني دييغو يليسي، وبالمركز الثالث Matteo Sobrero ‏، والفائز في ترتيب النقاط ماتج موهوريك، والفائز حسب ترتيب النقاط للشباب Kristjan Hočevar ‏، والفائز حسب ترتيب التسلق تادي بوجار، والفريق الفائز في ترتيب الفرق فريق الإمارات.

## الفرق
| فرق عالمية (4)- Astana-Premier Tech - Bahrain Victorious - Team BikeExchange - UAE Team Emirates فرق برو (8)- 2021 أندروني جوكاتولي-سيدرمك ‏ - Bardiani CSF Faizanè - بنجوال دبليو بي 2021 ‏ - كاجا رورال-سيغوروس 2021 ‏ - أوسكالتيل أوسكادي 2021 ‏ - غازبروم روسفيلو 2021 ‏ - كيرن فارما 2021 ‏ - أونو اكس برو سايكلنج تيم 2021 ‏ فرق قارية (7)- أدريا موبيل 2021 ‏ - كانيون دي إتش بي سنجود 2021 ‏ - كولوكويك 2021 ‏ - دوكلا بانسكا بيستريتسا 2021 ‏ - Team Ljubljana Gusto Santic ‏ - مازوززي سيرس بولسكي 2021 ‏ - Ribble Weldtite ‏ فريق وطني- فريق سلوفينيا لركوب الدراجات للرجال 2021‏ |  |
| |  |

## المراحل
| قائمة المراحل | قائمة المراحل | قائمة المراحل             | قائمة المراحل | قائمة المراحل | قائمة المراحل   | قائمة المراحل |
| المرحلة       | التاريخ       | الدورة                    |               | المسافة (كم)  | الفائز بالمرحلة | القائد العام  |
| ------------- | ------------- | ------------------------- | ------------- | ------------- | --------------- | ------------- |
| مرحلة 1       | 9 يونيو       | بيتوج – روغاشكا سلاتينا   | مرحلة مستوية  | 151٫5         | فل بوهوس        | فل بوهوس      |
| مرحلة 2       | 10 يونيو      | جاليتس – تسليه            | مرحلة جبلية   | 147           | تادي بوجار      | تادي بوجار    |
| مرحلة 3       | 11 يونيو      | برجيتسي – كرشكو           | مرحلة جبلية   | 165٫8         | جون ابرستوري    | تادي بوجار    |
| مرحلة 4       | 12 يونيو      | آيدوشتشينا – نوفا جوريتسا | مرحلة جبلية   | 164٫1         | دييغو يليسي     | تادي بوجار    |
| مرحلة 5       | 13 يونيو      | ليوبليانا – نوفو ميتسو    | مرحلة مستوية  | 175٫3         | فل بوهوس        | تادي بوجار    |

## النتيجة

### مرحلة 1
هي مرحلة بسيطة، أقيمت في 9 يونيو 2021، وامتدّت لمسافة 151.5 كيلومتر. فاز بالمرحلة فل بوهوس، وكان متصدر الترتيب العام في نهاية المرحلة فل بوهوس.
| التصنيف العام         | التصنيف العام            | التصنيف العام   | التصنيف العام             | التصنيف العام     |
| العداء                | العداء                   | البلد           | الفريق                    | الوقت             |
| --------------------- | ------------------------ | --------------- | ------------------------- | ----------------- |
| 1                     | فل بوهوس                 | ألمانيا         | Bahrain Victorious        | 3 س 33 دقيقة 35 ث |
| 2                     | جون ابرستوري             | إسبانيا         | Caja Rural-Seguros RGA    | + 4 ث             |
| 3                     | روي أوليفيرا             | البرتغال        | فريق الإمارات             | + 6 ث             |
| 4                     | دانيال هويلجارد          | النرويج         | Uno-X Pro Cycling Team    | + 7 ث             |
| 5                     | Jonas Iversby Hvideberg ‏ | النرويج         | Uno-X Pro Cycling Team    | + 7 ث             |
| 6                     | ماثيو بوستوك             | المملكة المتحدة | Canyon dhb SunGod         | + 8 ث             |
| 7                     | دييغو يليسي              | إيطاليا         | فريق الإمارات             | + 9 ث             |
| 8                     | Stanisław Aniołkowski ‏   | بولندا          | Bingoal Pauwels Sauces WB | + 10 ث            |
| 9                     | ماتيو مالوسيلي           | إيطاليا         | أندروني جوكاتولي-سيدرمك   | + 10 ث            |
| 10                    | الكسندر ادموندسون        | أستراليا        | Team BikeExchange         | + 10 ث            |
| مصدر: ProCyclingStats |                          |                 |                           |                   |

### مرحلة 2
هي مرحلة جبلية، أقيمت في 10 يونيو 2021، وامتدّت لمسافة 147 كيلومتر. فاز بالمرحلة تادي بوجار، وكان متصدر الترتيب العام في نهاية المرحلة تادي بوجار.
| التصنيف العام         | التصنيف العام    | التصنيف العام   | التصنيف العام               | التصنيف العام     |
| العداء                | العداء           | البلد           | الفريق                      | الوقت             |
| --------------------- | ---------------- | --------------- | --------------------------- | ----------------- |
| 1                     | تادي بوجار       | سلوفينيا        | فريق الإمارات               | 7 س 05 دقيقة 37 ث |
| 2                     | ماتج موهوريك     | سلوفينيا        | Bahrain Victorious          | + 1 دقيقة 24 ث    |
| 3                     | دييغو يليسي      | إيطاليا         | فريق الإمارات               | + 1 دقيقة 28 ث    |
| 4                     | Matteo Sobrero ‏  | إيطاليا         | Astana-Premier Tech         | + 1 دقيقة 33 ث    |
| 5                     | جيوفاني كاربوني  | إيطاليا         | Bardiani CSF Faizanè        | + 1 دقيقة 36 ث    |
| 6                     | Jonathan Lastra ‏ | إسبانيا         | Caja Rural-Seguros RGA      | + 1 دقيقة 36 ث    |
| 7                     | جيمس شو          | المملكة المتحدة | Ribble Weldtite Pro Cycling | + 1 دقيقة 36 ث    |
| 8                     | رافال مايكا      | بولندا          | فريق الإمارات               | + 1 دقيقة 36 ث    |
| 9                     | تانيل كانجيرت    | إستونيا         | Team BikeExchange           | + 1 دقيقة 36 ث    |
| 10                    | جان بولانك       | سلوفينيا        | فريق الإمارات               | + 1 دقيقة 41 ث    |
| مصدر: ProCyclingStats |                  |                 |                             |                   |

### مرحلة 3
هي مرحلة جبلية، أقيمت في 11 يونيو 2021، وامتدّت لمسافة 165.8 كيلومتر. فاز بالمرحلة جون ابرستوري، وكان متصدر الترتيب العام في نهاية المرحلة تادي بوجار.
| التصنيف العام         | التصنيف العام    | التصنيف العام   | التصنيف العام               | التصنيف العام      |
| العداء                | العداء           | البلد           | الفريق                      | الوقت              |
| --------------------- | ---------------- | --------------- | --------------------------- | ------------------ |
| 1                     | تادي بوجار       | سلوفينيا        | فريق الإمارات               | 10 س 56 دقيقة 03 ث |
| 2                     | ماتج موهوريك     | سلوفينيا        | Bahrain Victorious          | + 1 دقيقة 15 ث     |
| 3                     | دييغو يليسي      | إيطاليا         | فريق الإمارات               | + 1 دقيقة 26 ث     |
| 4                     | Matteo Sobrero ‏  | إيطاليا         | Astana-Premier Tech         | + 1 دقيقة 33 ث     |
| 5                     | جيمس شو          | المملكة المتحدة | Ribble Weldtite Pro Cycling | + 1 دقيقة 36 ث     |
| 6                     | جيوفاني كاربوني  | إيطاليا         | Bardiani CSF Faizanè        | + 1 دقيقة 36 ث     |
| 7                     | Jonathan Lastra ‏ | إسبانيا         | Caja Rural-Seguros RGA      | + 1 دقيقة 36 ث     |
| 8                     | رافال مايكا      | بولندا          | فريق الإمارات               | + 1 دقيقة 36 ث     |
| 9                     | تانيل كانجيرت    | إستونيا         | Team BikeExchange           | + 1 دقيقة 36 ث     |
| 10                    | جان بولانك       | سلوفينيا        | فريق الإمارات               | + 1 دقيقة 41 ث     |
| مصدر: ProCyclingStats |                  |                 |                             |                    |

### مرحلة 4
هي مرحلة جبلية، أقيمت في 12 يونيو 2021، وامتدّت لمسافة 164.1 كيلومتر. فاز بالمرحلة دييغو يليسي، وكان متصدر الترتيب العام في نهاية المرحلة تادي بوجار.
| التصنيف العام         | التصنيف العام    | التصنيف العام   | التصنيف العام               | التصنيف العام      |
| العداء                | العداء           | البلد           | الفريق                      | الوقت              |
| --------------------- | ---------------- | --------------- | --------------------------- | ------------------ |
| 1                     | تادي بوجار       | سلوفينيا        | فريق الإمارات               | 15 س 11 دقيقة 26 ث |
| 2                     | دييغو يليسي      | إيطاليا         | فريق الإمارات               | + 1 دقيقة 21 ث     |
| 3                     | Matteo Sobrero ‏  | إيطاليا         | Astana-Premier Tech         | + 1 دقيقة 35 ث     |
| 4                     | رافال مايكا      | بولندا          | فريق الإمارات               | + 2 دقيقة 08 ث     |
| 5                     | جيمس شو          | المملكة المتحدة | Ribble Weldtite Pro Cycling | + 2 دقيقة 29 ث     |
| 6                     | تانيل كانجيرت    | إستونيا         | Team BikeExchange           | + 2 دقيقة 34 ث     |
| 7                     | ماتج موهوريك     | سلوفينيا        | Bahrain Victorious          | + 2 دقيقة 39 ث     |
| 8                     | جيوفاني كاربوني  | إيطاليا         | Bardiani CSF Faizanè        | + 2 دقيقة 46 ث     |
| 9                     | جان بولانك       | سلوفينيا        | فريق الإمارات               | + 3 دقيقة 21 ث     |
| 10                    | Jonathan Lastra ‏ | إسبانيا         | Caja Rural-Seguros RGA      | + 4 دقيقة 45 ث     |
| مصدر: ProCyclingStats |                  |                 |                             |                    |

### مرحلة 5
هي مرحلة بسيطة، أقيمت في 13 يونيو 2021، وامتدّت لمسافة 175.3 كيلومتر. فاز بالمرحلة فل بوهوس، وكان متصدر الترتيب العام في نهاية المرحلة تادي بوجار.
| التصنيف العام         | التصنيف العام | التصنيف العام | التصنيف العام | التصنيف العام |
| العداء                | العداء        | البلد         | الفريق        | الوقت         |
| --------------------- | ------------- | ------------- | ------------- | ------------- |
| مصدر: ProCyclingStats |               |               |               |               |

## التصنيف العام النهائي
| التصنيف العام         | التصنيف العام    | التصنيف العام   | التصنيف العام               | التصنيف العام      |
| العداء                | العداء           | البلد           | الفريق                      | الوقت              |
| --------------------- | ---------------- | --------------- | --------------------------- | ------------------ |
| 1                     | تادي بوجار       | سلوفينيا        | فريق الإمارات               | 19 س 23 دقيقة 31 ث |
| 2                     | دييغو يليسي      | إيطاليا         | فريق الإمارات               | + 1 دقيقة 21 ث     |
| 3                     | Matteo Sobrero ‏  | إيطاليا         | Astana-Premier Tech         | + 1 دقيقة 35 ث     |
| 4                     | رافال مايكا      | بولندا          | فريق الإمارات               | + 2 دقيقة 08 ث     |
| 5                     | جيمس شو          | المملكة المتحدة | Ribble Weldtite Pro Cycling | + 2 دقيقة 29 ث     |
| 6                     | تانيل كانجيرت    | إستونيا         | Team BikeExchange           | + 2 دقيقة 34 ث     |
| 7                     | ماتج موهوريك     | سلوفينيا        | Bahrain Victorious          | + 2 دقيقة 39 ث     |
| 8                     | جيوفاني كاربوني  | إيطاليا         | Bardiani CSF Faizanè        | + 2 دقيقة 46 ث     |
| 9                     | جان بولانك       | سلوفينيا        | فريق الإمارات               | + 3 دقيقة 21 ث     |
| 10                    | Jonathan Lastra ‏ | إسبانيا         | Caja Rural-Seguros RGA      | + 4 دقيقة 45 ث     |
| مصدر: ProCyclingStats |                  |                 |                             |                    |

### تصنيف النقاط
| تصنيف النقاط          | تصنيف النقاط      | تصنيف النقاط    | تصنيف النقاط                | تصنيف النقاط |
| العداء                | العداء            | البلد           | الفريق                      | النقاط       |
| --------------------- | ----------------- | --------------- | --------------------------- | ------------ |
| 1                     | ماتج موهوريك      | سلوفينيا        | Bahrain Victorious          | 58 نقطة      |
| 2                     | جون ابرستوري      | إسبانيا         | Caja Rural-Seguros RGA      | 57 نقطة      |
| 3                     | فل بوهوس          | ألمانيا         | Bahrain Victorious          | 53 نقطة      |
| 4                     | تادي بوجار        | سلوفينيا        | فريق الإمارات               | 46 نقطة      |
| 5                     | دييغو يليسي       | إيطاليا         | فريق الإمارات               | 45 نقطة      |
| 6                     | Matteo Sobrero ‏   | إيطاليا         | Astana-Premier Tech         | 37 نقطة      |
| 7                     | جيمس شو           | المملكة المتحدة | Ribble Weldtite Pro Cycling | 32 نقطة      |
| 8                     | الكسندر ادموندسون | أستراليا        | Team BikeExchange           | 30 نقطة      |
| 9                     | ماتيو ترينتين     | إيطاليا         | فريق الإمارات               | 30 نقطة      |
| 10                    | جيوفاني كاربوني   | إيطاليا         | Bardiani CSF Faizanè        | 25 نقطة      |
| مصدر: ProCyclingStats |                   |                 |                             |              |

### تصنيف الجبال
| تصنيف الجبال          | تصنيف الجبال               | تصنيف الجبال    | تصنيف الجبال              | تصنيف الجبال |
| العداء                | العداء                     | البلد           | الفريق                    | النقاط       |
| --------------------- | -------------------------- | --------------- | ------------------------- | ------------ |
| 1                     | تادي بوجار                 | سلوفينيا        | فريق الإمارات             | 16 نقطة      |
| 2                     | رافال مايكا                | بولندا          | فريق الإمارات             | 13 نقطة      |
| 3                     | دييغو يليسي                | إيطاليا         | فريق الإمارات             | 12 نقطة      |
| 4                     | Adam Stachowiak (cyclist) ‏ | بولندا          | HRE Mazowsze Serce Polski | 11 نقطة      |
| 5                     | Matteo Sobrero ‏            | إيطاليا         | Astana-Premier Tech       | 10 نقطة      |
| 6                     | كيني مولي                  | بلجيكا          | Bingoal Pauwels Sauces WB | 9 نقطة       |
| 7                     | روبرت سكوت                 | المملكة المتحدة | Canyon dhb SunGod         | 7 نقطة       |
| 8                     | جان بولانك                 | سلوفينيا        | فريق الإمارات             | 6 نقطة       |
| 9                     | جاكوب سكوت ‏                | المملكة المتحدة | Canyon dhb SunGod         | 5 نقطة       |
| 10                    | Josip Rumac ‏               | كرواتيا         | أندروني جوكاتولي-سيدرمك   | 5 نقطة       |
| مصدر: ProCyclingStats |                            |                 |                           |              |

## تصنيف الفرق

### الفرق حسب الوقت
| تصنيف الفرق حسب الوقت | تصنيف الفرق حسب الوقت   | تصنيف الفرق حسب الوقت    | تصنيف الفرق حسب الوقت |
| الفريق                | الفريق                  | البلد                    | الوقت                 |
| --------------------- | ----------------------- | ------------------------ | --------------------- |
| 1                     | فريق الإمارات           | الإمارات العربية المتحدة | 10 س 14 دقيقة 36 ث    |
| 2                     | Gazprom-RusVelo         | روسيا                    | + 15 دقيقة 26 ث       |
| 3                     | Astana-Premier Tech     | كازاخستان                | + 15 دقيقة 34 ث       |
| 4                     | Team BikeExchange       | أستراليا                 | + 17 دقيقة 06 ث       |
| 5                     | Bardiani CSF Faizanè    | إيطاليا                  | + 18 دقيقة 03 ث       |
| 6                     | أندروني جوكاتولي-سيدرمك | إيطاليا                  | + 19 دقيقة 21 ث       |
| 7                     | Equipo Kern Pharma      | إسبانيا                  | + 27 دقيقة 27 ث       |
| 8                     | سلوفينيا                | سلوفينيا                 | + 33 دقيقة 45 ث       |
| 9                     | Caja Rural-Seguros RGA  | إسبانيا                  | + 34 دقيقة 48 ث       |
| 10                    | Bahrain Victorious      | البحرين                  | + 34 دقيقة 54 ث       |
| مصدر: ProCyclingStats |                         |                          |                       |

## تصانيف فرعية

### تصنيف أفضل شاب
| تصنيف أفضل شاب        | تصنيف أفضل شاب           | تصنيف أفضل شاب  | تصنيف أفضل شاب            | تصنيف أفضل شاب     |
| العداء                | العداء                   | البلد           | الفريق                    | الوقت              |
| --------------------- | ------------------------ | --------------- | ------------------------- | ------------------ |
| 1                     | Kristjan Hočevar ‏        | سلوفينيا        | Adria Mobil               | 19 س 30 دقيقة 35 ث |
| 2                     | خافيير رومو ‏             | إسبانيا         | Astana-Premier Tech       | + 2 دقيقة 34 ث     |
| 3                     | Raúl García Pierna ‏      | إسبانيا         | Equipo Kern Pharma        | + 8 دقيقة 13 ث     |
| 4                     | Danny van der Tuuk ‏      | هولندا          | Equipo Kern Pharma        | + 8 دقيقة 01 ث     |
| 5                     | Gal Glivar ‏              | سلوفينيا        | Adria Mobil               | + 11 دقيقة 19 ث    |
| 6                     | Anže Skok ‏               | سلوفينيا        | Ljubljana Gusto Santic    | + 16 دقيقة 34 ث    |
| 7                     | William Blume Levy ‏      | الدنمارك        | Team ColoQuick            | + 17 دقيقة 26 ث    |
| 8                     | Tom Paquot ‏              | بلجيكا          | Bingoal Pauwels Sauces WB | + 21 دقيقة 40 ث    |
| 9                     | Thomas Mein ‏             | المملكة المتحدة | Canyon dhb SunGod         | + 21 دقيقة 44 ث    |
| 10                    | Jonas Iversby Hvideberg ‏ | النرويج         | Uno-X Pro Cycling Team    | + 28 دقيقة 07 ث    |
| مصدر: ProCyclingStats |                          |                 |                           |                    |

## وصلات خارجية
- الموقع الرسمي
- لمحة عن سباق طواف سلوفينيا 2021 على موقع  ProCyclingStats   (برو  سايكلنج  ستاتس) - إحصاءات  محترفي  الدراجات.
- طواف سلوفينيا 2021 على موقع إحصائيات الدراجات الإحترافية (الإنجليزية)